# Septvaux
Septvaux è un comune francese di 208 abitanti situato nel dipartimento dell'Aisne della regione dell'Alta Francia.

## Società

### Evoluzione demografica
Abitanti censiti

## Storia
Nel febbraio 1906, un operaio scoprì in una cava di Septvaux delle asce del Neolitico.
Il villaggio si chiamava Septem Valles nel 1108 così come Sevallis e Septem Vallibus nel 1152, nomi di etimologia latina che fanno riferimento alle sette valli che circondano il comune e che permettono di affermare che il villaggio esiste dall'epoca romana; inoltre la scoperta nel 1685 di monete romane sul suo suolo non dà adito a dubbi. 
Da subito possedimento dei Saint-Rémy (437-533), esso fu ceduto in seguito ai vescovi di Laon. Tuttavia il villaggio si trovò nei vasti possedimenti del Casato dei Coucy e fu oggetto di discordie tra la diocesi di Laon e la signoriia dei Coucy. Nel 1336, Albert de Roye (? - 1336), vescovo di Laon, scambiò il villaggio di Septvaux con quelli di Achery e di Mayot, appartenenti a Enguerrand VI de Coucy per mettere fine alle contestazioni.
Una scuola pubblica, mista e laica fu fondata nel comune negli anni 1760, essa oggi è chiusa dal 1986.
Il villaggio subì nel 1917 i saccheggi della prima guerra mondiale, numerose trincee e rifugi di quel periodo sona ancora visibili nei boschi del comune.